# Hell Girl
Hell Girl (地獄少女?, Jigoku shōjo, lett. "La ragazza dell'Inferno") è una serie televisiva anime divisa in quattro stagioni, prodotta da Aniplex e Studio Deen. La prima stagione è andata in onda a partire dal 4 ottobre 2005 fino al 4 aprile 2006, poi è continuata con una seconda stagione intitolata Jigoku shōjo futakomori (地獄少女 二籠?, "La ragazza dell'Inferno - Due segregati") andata in onda dal 7 ottobre 2006 al 6 aprile 2007, una terza intitolata Jigoku shōjo mitsuganae (地獄少女 三鼎?, "La ragazza dell'Inferno - Tre calderoni") andata in onda dal 4 ottobre 2008 al 4 aprile 2009 e una quarta intitolata Jigoku shōjo yoi no togi (地獄少女 宵伽?) trasmessa dal 14 luglio al 29 settembre 2017. Le prime tre sono composte da 26 episodi, mentre la quarta da 12 episodi.
Dalla serie sono stati tratti tre manga, disegnati da Miyuki Etō e serializzati in Giappone dalla Kōdansha, il primo dei quali è stato pubblicato in Italia da Star Comics con il titolo di Hell Girl, un dorama live action in 12 puntate intitolato Jigoku Shōjo e un videogioco per Nintendo DS e PlayStation 2. Un adattamento live action è uscito nel 2019 e presenta una storia inedita.

## Trama
Molti degli episodi sono autoconclusivi, e parlano di persone che hanno problemi con una o più persone. Un sito web, conosciuto come Jigoku tsūshin ("Linea diretta per l'Inferno") può essere raggiunto soltanto a mezzanotte, da coloro che desiderano vendicarsi contro chi li tormenta. Scrivendo nell'home page il nome di coloro che odiano, la Jigoku shōjo (Ragazza dell'Inferno) consegnerà loro una bambola di paglia con una stringa rossa legata al collo. Se tireranno la stringa, la persona verrà mandata direttamente all'Inferno, ma anche chi ha tirato la stringa sarà destinato ad andare all'inferno dopo la propria morte, e a portare per sempre un marchio sul petto che attesta il suo destino. Tuttavia, sembra possibile sfuggire al tragico destino se la persona in questione provi rimorso o ammetta le proprie colpe per avere fatto soffrire la persona che ha scagliato il maleficio, salvandosi così entrambi, o chi sia perseguitato e odi profondamente qualcuno per i torti fatti, esso non cercherà comunque la corrispondenza, comprendendo che facendo ciò, condannerebbe anche sé stesso. Nella seconda stagione, Enma Ai rivela che bandire qualcuno all'inferno con la bambola è molto più grave dell'omicidio di una persona e che le cose sono differenti, con una punizione diversa. Lasciando intendere che quelli che tirano il fiocco rosso, quando finiranno negli inferi subiranno una pena molto più terribile delle loro vittime.
La prima serie segue un giornalista, Hajime, e sua figlia, una bambina di nome Tsugumi, che ha delle visioni che le permettono di scoprire dov'è Ai: i due si mettono sulle tracce di Ai tentando di fermarla. I due compaiono per la prima volta nell'episodio 8.
La seconda serie ha invece molti più episodi autoconclusivi, ma si focalizza di più sugli assistenti di Ai e alcuni episodi narrano il loro passato. Solo negli ultimi episodi, dal 22 in poi, comincia una vera e propria trama: in un luogo chiamato Lovely Hills un ragazzo di nome Takuma è accusato della sparizione di molte persone, causata in realtà dall'abuso della Jigoku tsūshin da parte degli abitanti. La figlia di Hajime ricomparirà brevemente negli ultimi episodi guidando i protagonisti.
Nella terza serie, si incentra su una studentessa delle medie che incomincia ad avere sogni riguardanti Ai e alla Jigoku tsūshin, il quale tenterà di salvare le persone che stipuleranno un contratto con Ai. Si accennerà ancora di Hajime, e sua figlia, il quale ha infine pubblicato il suo libro riguardo alla Jigoku tsūshin, e grazie a questo, molte persone, avendolo letto, si sono astenute dal chiamare la corrispondenza, salvando così la propria anima.
La quarta serie prende dei risvolti alquanto significativi. La bambola perché essa venga usata dovra essere stavolta appoggiata fisicamente sul mal capitato e tirare il filo affinché il maleficio si compia. Viene poi chiarito che il maleficio può essere lanciato solo su una singola persona e che non è possibile spedirne negli inferi contemporaneamente più di una. Una volta compiuto il maleficio non è più possibile per colui che lo ha tirato stipulare un nuovo contratto. Non si può maledire se stessi. Se la persona che si odia, muore per altre cause, prima che il fiocco della bambola venga sciolto, il contratto è annullato.
Nelle serie precedenti, quando Ai traghettava i dannati verso la porta dell'inferno, concludeva l'episodio con la frase:
Questa vendetta ti conduce all'inferno
Nella quarta serie cambia nettamente:
Questo rancore verrà lavato nell'inferno
Ciò può indicare come accennato nella religione orientale che l'inferno (Naraka) non è eterno, e che il peccatore, una volta che avrà scontato la sua punizione, potrà essere infine liberato.
Farà poi la sua comparsa una misteriosa bambina con un abito lungo di colore verde che osserva addolorata le persone afflitte dal dolore e dall'odio chiamare la Jigoku tsūshin. Più di una volta si presenterà insieme con Ai e i suoi assistenti dicendole che le sue richieste porteranno solo dolore.

## Personaggi

### Ai Enma
Ai Enma (閻魔 あい?, Enma Ai), doppiata da Mamiko Noto, è la protagonista della serie. Con capelli lunghi e occhi rossi, è un'entità spirituale con un tragico passato, che vive in un luogo alle porte dell'inferno in cui è presente un permanente tramonto, assieme alla sua nonna, ed è colei che riceve e trasporta le persone scelte dai suoi clienti. Ha anche poteri soprannaturali che le permettono di trasportare i clienti nel luogo in cui vive per spiegare loro i termini del patto con lei, di teletrasportarsi, di vedere il passato e di far vivere alle vittime un momento simile alla vita tormentata del cliente. Quando ciò accade la vittima è già sparita dal mondo reale, ma è solo pronunciando una frase che può trasportare la vittima in un corso d'acqua che porta all'inferno, dove lei guida la barca con la vittima. Solo prima di portare qualcuno all'Inferno, per arrivare sulla Terra usa il carro in cui si trasforma Wanyūdō, ma appare subito dopo che il cliente ha tirato il nastro, come se il tempo si fermasse e sia il suo viaggio sia il momento fatto vivere alla vittima durassero solo una frazione di secondo. In alcuni casi Ai si è rifiutata di consegnare le bambole ai clienti, dovuto probabilmente perché essi non erano del tutto sicuri di volere davvero la vendetta o che forse non erano imbevuti di odio.
Il suo passato e il modo in cui è diventata la Jigoku shōjo si scopre alla fine della prima serie: Ai era una ragazza, abitante di un villaggio in cui era uso fare sacrifici umani, ed era considerata portatrice di sfortuna. Scelta come vittima sacrificale, il suo unico amico Sentarō (仙太郎?) la salvò facendola vivere nascosta e portandole del cibo, finché non venne scoperto e fu forzato a seppellire viva Ai. Una volta morta uscì dalla tomba e bruciò tutto il villaggio vendicandosi di tutti gli abitanti bruciandoli vivi. Solo Sentarò si salvo in quanto aveva abbandonato il villaggio pochi giorni prima per dimenticare ciò che aveva causato. Il Signore dell'Inferno, che appare nella forma del Ragno, la costrinse a diventare la Jigoku shōjo per espiare il suo peccato. Il re degli inferi imprigionò le anime dei suoi genitori in un albero maledetto vicino alla porta dell'inferno, e nel caso Ai avesse disobbedito, i suoi genitori sarebbero stati condannati al tormento eterno. Ai divenne così la ragazza dell'inferno: trasformandosi in una sorta di caronte che avrebbe traghettato negli inferi tutti coloro che avrebbero stretto il patto con lei, sia delle vittime, che del cliente al momento della morte. Più anime dannate Ai avrebbe traghettato negli inferi, più si sarebbe avvicinato il momento della libertà. Nella seconda stagione si accenna che due delle città, dove Ai venne chiamata in passato, per consegnare le bambole maledette, sono finite in rovina.
Il luogo dove vive nell'Inferno assomiglia al luogo in cui era stata nascosta. In più di una occasione però nelle sue richieste sono finiti anche degli innocenti che non avevano fatto niente. Nel corso delle stagioni alcuni sono riusciti ad evitare il maleficio all'ultimo momento riuscendo così a salvarsi.

### Assistenti di Ai
Alcuni di loro un tempo erano esseri umani, ma dopo essere morti, non sono riusciti a trovare la pace, trasformandosi così in spettri erranti oh anche in dei tipi di yokai. Enma Ai ha incontrato i suoi assistenti nel corso del suo lavoro attraverso i secoli, offrendogli una casa dove poter vivere insieme. Spesso quando una persona viene maledetta, si divertono a terrorizzarla tramite illusioni oh distorcendo la realtà quando sta per essere spedita negli inferi, mostrandogli le colpe che hanno commesso e vedere se davvero è pentita di ciò che ha fatto. Nonostante tutto, essi sono davvero affezionati a Enma e si considerano una vera famiglia. In altri casi, gli assistenti di Ai osservano i clienti che stanno per stipulare un contratto, mostrandosi sotto mentite spoglie, domandandogli se è davvero questo ciò che essi vogliono, lasciando intendere che spesso cercano di evitare che la persona tiri il filo del maleficio. Spesso osservano da lontano gli eventi di odio e di dolore che le persone si fanno a vicenda esprimendo il loro disprezzo per gli atti malvagi che essi commettono.
Wanyūdō (輪入道?)
Doppiatore: Takayuki Sugō
Wanyūdō è il primo dei tre compagni di Ai, e appare come un uomo anziano vestito stile giapponese antico. Si trasforma in una piccola bambola che viene consegnata alla persona che ha richiesto la vendetta, con un nastro rosso avvolto: tirando il nastro, la vendetta viene concessa. Anche gli altri assistenti di Ai lo possono fare, ma di solito è Wanyūdō a farlo. Può assumere anche la forma del carro che usa Ai per andare sulla Terra per portare qualcuno all'Inferno, a volte accompagnata dagli altri assistenti in forma di bambole. Nella quarta stagione, s'infatua di Sakura Sabura, una donna anziana di una casa di riposo. Il suo nome deriva dall'omonimo yōkai e significa "ruota che entra nella strada".
Il suo passato è mostrato nella seconda serie: Wanyūdō è il primo a essere diventato assistente di Ai. Era il guidatore del carro di una principessa, e morì a causa di un incidente mortale che fece fare la stessa fine a tutti gli occupanti del carro. Diventò quindi uno yōkai che terrorizzava i passanti in forma di ruota infiammata, finché non incontrò Ai che lo invitò a unirsi a lei.
Ren Ichimoku (一目 連?, Ichimoku Ren)
Doppiatore: Masaya Matsukaze
Ren è il secondo compagno di Ai, e appare come un giovane uomo. Può proiettare il suo occhio in modo che si unisca invisibile a muri e soffitti, per vedere così all'interno degli edifici. Usa questa abilità principalmente per osservare coloro che hanno fatto la richiesta, se tireranno o meno il filo del maleficio.
Anche il passato di Ren si scopre nella seconda serie: secondo a unirsi al gruppo di Ai, era uno tsukumogami, cioè uno yōkai originatosi da un oggetto che raggiunge i cento anni di esistenza. Ren era una spada, ed era quindi costretto a vedere le morti che causava. Abbandonato poi su una roccia dopo la morte in battaglia del suo possessore, venne trovato da Ai che lo invitò a unirsi a lei perché c'era qualcosa che lui stava cercando. Questo qualcosa è una famiglia, e considera come tale il gruppo.
Hone Onna (骨女? Donna osso)
Doppiatrice: Takako Honda
Hone Onna è la terza compagna di Ai, e appare come una giovane donna in kimono. Il suo nome viene dall'omonima creatura leggendaria, significa "donna osso" e ricorda la sua abilità di far vedere le ossa del suo corpo per spaventare le vittime da spedire all'Inferno. Quando si infiltra tra gli umani usa lo pseudonimo di Sone Anna (曽根 アンナ?).
Nella seconda serie si scopre che il suo vero nome è Tsuyu (つゆ?) ed era una prostituta, tradita dall'uomo di cui si era innamorata, che la vendette a un bordello per coprire i suoi debiti. Dopodiché venne di nuovo tradita da un'altra prostituta, Kiyo: tentando di farla fuggire con un uomo che si era veramente innamorato di Tsuyu, quest'ultima viene uccisa da uno yakuza, ed è implicata Kiyo che si era sempre sentita inferiore a lei. Tsuyu viene gettata in un fiume e il suo spirito si fonde con quello delle altre donne tradite, diventando la yōkai Hone Onna.
Nonna di Ai (あいの祖母?, Ai no sobo)
Doppiatrice: Eriko Matsushima
Non appare mai nella storia se non sotto le sembianze di un'ombra dietro una porta scorrevole di carta di cinus nella casa di Ai all'Inferno. Lavora sempre con un telaio. Se ne sente spesso la voce. Spesso quando Ai ritorna a casa l'avverte che ha ricevuto una richiesta. Figura misteriosa e ambigua, non è chiaro che cosa sia veramente. Nella seconda stagione Hotaru Meshiai viene mandata nella casa di Ai da Kikuri poiché voleva sapere se la corrispondenza dell'inferno esistesse davvero. Hotaru nota la nonna dietro la porta, ma non avendo una risposta precisa apre la porta per vederla. Hotaru scappa poco dopo urlando di paura. È probabile quindi che non abbia un aspetto umano. Sembra possedere alcuni poteri anche se non molto chiari, limitandosi a chiudere la porta dietro di lei senza toccarla quando gli altri si dimenticano di farlo.
Kikuri (きくり?)
Doppiatrice: Kanako Sakai
Una bambina enigmatica che compare per la prima volta nella seconda serie. Viene poi ritrovata da Ai e i suoi assistenti all'Inferno, e quindi si scopre che non è umana. Da allora vive con loro. Alla fine della seconda serie si scopre che è in realtà controllata dal Signore dell'Inferno, e quindi molte delle sue azioni derivano dalla volontà di lui. Ai a volte la punisce in quanto Kikuri interferisce nei momenti cruciali dei clienti che hanno stretto il patto, e mossi dalle azioini indirette di Kikuri tirano il filo quando avrebbero potuto salvarsi.
Yamawaro (山童?, Yamawarawa)
Doppiatore: Hekiru Shiina
È il quarto assistente di Ai e appare nella terza serie. È un bambino di dodici anni con gli occhi dorati. La sua storia viene rivelata nel diciassettesimo episodio Nella paglia. Yamawaro visse alla fine della seconda guerra mondiale; al principio era un fungo selvatico che acquisì coscienza propria, diventando una sorta di spirito yokai. Sviluppò la capacità di creare un corpo dalle sembianze di un bambino potendo così vagare per il bosco dove abitava. A volte si mostrava agli umani, ma questi lo vedevano come un umanoide composto di funghi e scappavano terrorizzati. Ai lo invitò a unirsi a lui, diventando il suo quarto assistente. Yamawarawo diventa quindi lo schiavetto di Kukuri. Nella quarta stagione, dopo che Michiru diventa la seconda ragazza dell'inferno, Yamawaro decide di unirsi a lei diventando il suo primo assistente.

### Altri personaggi
Il ragno (人面蜘蛛?, Jinmen gumo)
Doppiatore: Hidekatsu Shibata
Un ragno con tre occhi che si trova nel luogo in cui vive Ai e appare come il suo superiore avendola obbligata a svolgere il compito di Jigoku shōjo. Sembra che tenga i genitori di Ai come ostaggio: li farà vagare nell'oscurità per sempre se Ai non porterà a termine il suo compito. Alla fine della seconda serie viene identificato come il Signore dell'Inferno.
Hajime Shibata (柴田 一?, Shibata Hajime)
Doppiatore: Yūji Ueda
Giornalista che si mette sulle tracce di Ai tentando di fermarla prima che porti a termine le vendette chieste dai clienti, ma ci riesce solo una volta. Non andava d'accordo con la moglie, Ayumi Shibata (柴田 あゆみ?, Shibata Ayumi) dato che pensava soltanto al lavoro trascurandola, anche se in realtà voleva guadagnare denaro per farla felice. Ayumi aveva una relazione con un politico e Hajime li scoprì, così la mandò fuori di casa e le proibì di vedere Tsugumi. Poco dopo essere uscita di casa, fu investita da un'auto e morì. Hajime si rivela poi essere un discendente di Sentarō. Hajime appare come personaggio fisso nella prima serie, mentre nella seconda viene citato solo come scrittore della biografia di Ai. I suoi libri, hanno aiutato molta gente, facendogli comprendere il prezzo per usare la bambola di Ai, salvando così la propria anima.
Tsugumi Shibata (柴田 つぐみ?, Shibata Tsugumi)
Doppiatrice: Nana Mizuki
Figlia di Hajime, che chiama sempre per nome ("Hajime-chan"), ha delle visioni che le mostrano dove si trova Ai, che cominciano dopo averla incontrata vicino a una ferrovia. Grazie a questo può raggiungere insieme con il padre i luoghi dove si trovano i clienti di Ai, ma a differenza di Hajime, all'inizio pensa che ciò che fa Ai sia giusto, finché non vede un'infermiera mandata all'Inferno da un dipendente da droga. Nella seconda serie appare al poliziotto Meshiai che sta cercando la biografia scritta da Hajime, rivelandogli che l'ha scritta per qualcuno, probabilmente per lui.
Ricompare in seguito anche nella terza serie. Tsumugi ormai adulta fa l'infermiera nella scuola che frequenta Yuzuki. Grazie ai suoi poteri sa delle nuove richieste di vendetta della Jigoku Tsūshin, ma rifiuterà di intromettersi. Si rende subito conto che Yuzuki è in realtà un fantasma e cercherà di aiutare almeno lei per il triste fato che le è capitato. Yuzuki non sopporta ciò che le persone fanno con le loro richiesta alla Jigoku tsūshin poiché porterà solo odio e sofferenza. Tsumugi le spiega, che nonostante svariati facciano le loro richieste, sono molti di più coloro che benché abbiano sofferto e odino qualcuno, si sono astenuti dal usare la Jigoku tsūshin, consapevoli che facendo ciò avrebbero condannato anche sé stessi.Tsumugi rivela che, Yuzuki Mikage non è la prima anima errante che incontra e che nel corso della sua vita ne ha trovati altri di spiriti di persone morte bloccate fra i due mondi. La Jigoku Tsūshin ha spesso cercato di "reclutare" per farne i successori di Ai, ma ognuno di loro non ha superato la prova, o si è rifiutato restando bloccato nel confine. Tsumugi ricompare in un episodio della quarta stagione, lavorando come assistente geiatrica in una casa di riposo, dove gli anziani vengono maltrattati. Con i suoi poteri percepisce che uno di loro ha chiamato Jigoku tsūshin per vendicarsi. Incontrerà qui Michiru Sagae, comprendendo subito che si tratta di un fantasma, ma che non ha memoria del suo passato.
Fukumoto ( 福本 一?, Fukumoto)
Viene presentato nella prima serie. Si presenta come un uomo molto anziano avanti con gli anni.
Hajime facendo indagini sulla Jigoku tsūshin, trova un suo maniscritto la corrispondenza per il purgatorio che parla dalla sua esperienza con Enma Ai. Volendo sapere la verità, Hajime trova Fukumoto in un condominio abbandonato in una città fatiscente. Fukumoto spiega che in passato è stato un illustratore di libri, e il suo collega per i testi scritti era il suo migliore amico Okochi. Una sera Fukumoto, rientrando a casa scoprì Okochi violentare sua moglie che a seguito di questo si suicidò. Fukumoto pervaso dall'odio chiamò Jigoku tsūshin. A quei tempi la corrispondenza non aveva ancora il sito a cui accedere a mezzanotte, e faceva le richieste nei giornali dove in uno spazio vuoto compariva l'indirizzo a cui spedire la lettera per vendicarsi. Ma solo chi provava un forte odio poteva vedere cosa vi era scritto. Fukumoto infine si vendicò, ma non passò molto che il marchio che aveva sul petto divenne un chiodo fisso nella sua vita. In tutte le tre serie, Fukunmoto è stato il cliente più anziano che ha stretto un patto con la Jigoku tsūshin fino alla sua morte di vecchiaia.
Itou Michirou (伊藤ミチロウ ?,  Itō Michirō)
È un uomo che fa il camionista e compare nella seconda stagione. Episodio 12: la strada della morte.
Wanyūdō compare davanti alla strada chiedendogli un passaggio sul suo camion. Michirou racconta di avere sempre amato le ruote e che adora il suo lavoro. Senza saperlo, fa la strada che una volta faceva Wanyūdō secoli prima, quando ancora era umano. Accennando di un tratto di strada pericoloso, in quanto suo fratello minore Shun, morì a causa di un incidente, e accusa che la causa fu una vecchia casa costruita in un angolo della strada. La vecchia abitazione è abitata da un uomo molto anziano: Kemeoka Kazutgo. Per quanto gli avessero fatto offerte di denaro e proposte per trasferirsi, le rifiutò tutte. Ciò non fu dovuto però per avidità. Kemeoka desidera solo finire i suoi giorni nella sua casa di famiglia. Alcuni dei suoi parenti morirono in guerra, mentre altri per malattia. L'ultima a morire fu sua moglie. Rimasto ormai solo, aspetta la fine nella sua abitazione. Michirou decise infine di vendicarsi e chiamò la Jigoku tsūshin, ma nonostante la richiesta fatta, Emma Ai non si presentò. Ciò fu dovuto perché egli non era pervaso da abbastanza odio per Kemeoka Kazutgo. Wanyūdō fu mandato da Ai per vedere quanto egli volesse vendicarsi. Alla fine gli cede la bambola per lanciare il maleficio. Michirou viene fermato all'ultimo secondo da Ren Ichimoku che annuncia che la richiesta è annullata, in quanto Kemeoka Kazutgo è infine spirato. Subito dopo la casa crolla, seguendo nella tomba, il suo proprietario. Wanyūdō consegna al camonionista il testamento di Kemeoka Kazutgo, spiegando che era preso dai sensi di colpa per ciò che era successo a suo fratello, lasciandogli tutti i suoi beni e la sua proprietà. Michirou comprende di avere giudicato male Kemeoka Kazutgo. Osservando, il punto dove suo fratello morì, intuisce che abbia vegliato sempre su di lui proteggendolo.
Rina Takeda ( 武田梨奈 一?,  Takeda rina)
Ragazza che compare nella seconda serie la storia di quella persona. Giovane donna d'ufficio in carriera. È costretta a prendersi cura della madre; Takeda Michiyo che tentò di suicidarsi buttandosi sotto un camion. Nonostante l'incidente sopravvisse rimanendo però con metà del corpo paralizzato.
Kaito Kikuchi (カイト・キクチ一?, Kaito Kikuchi)
È un personaggio che compare nella terza serie, solo nell'Episodio 21: dietro e davanti. Kaito è un bambino di nove anni che Yuzuki trovò nascosto in un parco giochi per bambini, sofferente da una forte febbre. Portandolo a casa per curarlo, Yuzuki vedendo sotto la sua maglia scopre numerosi graffi e lividi presenti in tutto il corpo. Si scopre che il padre di Kaito, rimasto vedovo, si è risposato con Nanami sua ex studente. All'inizio lei era felice, ed era molto legata a Kaito. Quando rimase incinta, divenne paranoica, punendo in modo violento Kaito per le più piccole cose, disinteressandosi totalmente da lui. Il padre di Kaito ne era a conoscenza, ma sentendosi inutile, non ebbe la forza di aiutare suo figlio, lasciando che venisse picchiato dalla matrigna. Kaito alla fine chiamò Ai per vendicarsi. È il cliente più giovane che fa una richiesta di vendetta ad Ai.
Takuma Kurebayashi (紅林 拓真?, Kurebayashi Takuma)
Doppiatrice: Ayumi Fujimura
Takuma è un ragazzino che vive a Lovely Hills. Compare per la prima volta nell'episodio 14 della seconda serie, per poi diventare personaggio fisso dall'episodio 22. Alla sua prima apparizione un vecchio amico del padre, scrittore decaduto di storie per la TV, ferisce il padre di Takuma, produttore di successo, e uccide la moglie di quest'ultimo, madre di Takuma. Takuma contatta Ai ma non arriva a tirare il nastro, ma lo fa la ex-amante dello scrittore, dato che lui l'aveva fatta cadere dalle scale uccidendo il loro bambino che portava in grembo. Lo scrittore quindi viene spedito all'Inferno ma è Takuma a essere accusato dai concittadini e definito il "Figlio del diavolo". Negli episodi finali della seconda serie tutti gli abitanti di Lovely Hills abusano della Jigoku tsūshin e accusano lui delle misteriose scomparse.
Seiichi Meshiai (飯合 誠一?, Meshiai Seiichi)
Doppiatore: Satoshi Hino
Poliziotto di Lovely Hills che indaga sulle misteriose scomparse. Gli abitanti tentano di convincerlo che Takuma sia il colpevole. Arriva a scoprire dell'esistenza della Jigoku shōjo tramite il libro scritto da Hajime. Quando questo avviene appare Tsugumi (la figlia del giornalista protagonista della prima serie) che gli dice che molto probabilmente suo padre ha scritto quel libro proprio per lui. Verrà traghettato all'inferno dagli abitanti di Lovely Hills per avere scoperto che Takuma era innocente e che i veri colpevoli erano loro.
Hotaru Meshiai (飯合 蛍?, Meshiai Hotaru)
Doppiatrice: Fuyuka Ōura
Sorella del poliziotto e amica di Takuma. Viene portata da Kikuri nel luogo dove vive Ai per dimostrarle che la Jigoku tsūshin esiste, così crede nell'innocenza di Takuma, ma dopo la morte del fratello spedito all'inferno dagli abitanti di Lovely Hills per avere scoperto la sua innocenza, Hotaru in preda alla disperazione e alla tristezza, per avere perso la sua sola famiglia, decide di porre fine alla sua vita per poi suicidarsi, affogandosi nel lago per andare all'inferno insieme con Takuma, per potere riabbracciare il fratello. Nonostante dopo aver tirato il filo della bambola tenti di annegarsi, sopravvive. Enma Ai, soprattutto, ha riportato Hotaru indietro violando le regole, cancellando così ad entrambi il maleficio.
Yuzuki Mikage (御景ゆずき?, Mikageyuzuki)
Doppiatrice: Satomi Satō
È la seconda protagonista della terza serie.
È una studentessa delle scuole medie.
Comincerà ad avere sogni legati alla Jigoku Shoujo.
In più di una occasione tenterà di fermare le vendette dei loro clienti nella speranza di salvarli, ma senza riuscirci.
In alcune occasioni i membri della Jigoku Shoujo la informeranno che lei succederà ad Ai.
Mikage più volte rifiuterà, benché essi ripetano che sarà il suo destino.
Verso la fine della serie, si scopre che Yuzuki è morta ancora bambina, abbracciando il suo orso di peluche. Yuziki è in realtà una persona che seppur deceduta è rimasta bloccata tra i due mondi. Gli Assistenti di Ai rivelano che ce ne sono molti come Yuzuki, sospesi nel mondo umano che non sanno di essere morti, oppure per paura rifiutano di passare oltre. Verrà infine liberata, andando in paradiso da tutti i suoi cari.
Michiru Sagae (嵯峨江ミチル?, Saga Kō Michiru)
Doppiatrice:
Una bambina misteriosa che compare nella quarta serie. Michiru indossa un abito verde e ha occhi dello stesso colore. Ciò fa presumere che Michiru possa essere un'Hāfu. Ai le mostra quindi i ricordi del suo passato: Michiru sembra avere vissuto negli anni sessanta, lei e i suoi genitori furono uccisi da un gruppo di persone di un paesino che accusavano la bambina di essere un'assassina, cosa non vera. Michiru e i suoi genitori furono chiusi in un magazzino, a cui i residenti diedero fuoco. In punto di morte, l'odio di Michiru si materializzò, possedendo le fiamme, bruciando i responsabili e dando fuoco all'intera città. Ricordando il passato Michiru sceglie di diventare la seconda ragazza dell'inferno, così da espiare la sua colpa.
Mizorogi Shougo ( みぞろぎしょうご?,  Mizo ro gishou go)
Famoso studioso di matematica. Ha inventato la Costante di Mizorogi, che permetterà in futuro ai veicoli militari di poter combattere comandati a distanza. Da bambino vide sua madre usare una bambola di paglia per mandare negli inferi il padre, che era un violento. Crescendo iniziò a fare ricerche sulla cosa, scoprendo che esistevano altri mondi intorno a quello terrestre ed ebbe conferma che l'inferno esisteva davvero. Fu soprattutto il libro di Shibata Hajime a dare risposta ad alcune sue domande. È il personaggio che ha studiato con più attenzione e logica la Corrispondenza dell'inferno.
Shu (シュウ?, Shū)
ragazzo nerd che compare in un episodio della seconda stagione. Bullizzato da un teppista di strada: Yamada Leon. Chiama infine Ai e i suoi assistenti, per vendicarsi. Scoprendo però che il prezzo da pagare sarà di finire all'inferno a sua volta, tirando il filo della bambola, decide di rinunciarci. Racconta tale storia ai suoi amici, avvertendoli di lasciare perdere la Corrispondenza dell'inferno.

## Musiche

### Sigle

#### Prima serie
Sigla di aperturaSakasama no chō (逆さまの蝶? lett. La farfalla invertita)
- Eseguita da: SNoW
- Testo: SNoW, Hideaki Yamano
- Composizione: SNoW, Asanjō Shindō
- Arrangiamento: Asanjō Shindō, Ken'ichi Fujita

Sigla di chiusuraKarinui (かりぬい? lett. Imbastitura)
- Eseguita da: Mamiko Noto
- Testo: Hitomi Mieno
- Composizione e arrangiamento: Masara Nishida

#### Seconda serie
Sigla di aperturaNightmaRe (lett. Incubo)
- Eseguita da: SNoW
- Testo: Hideaki Yamano
- Composizione: SNoW, Asanjō Shindō

Sigla di chiusuraAizome (あいぞめ? lett. Tintura indaco)
- Eseguita da: Mamiko Noto
- Testo: Aa (savage genius)
- Composizione: Takumi (savage genius)
- Arrangiamento: Masara Nishida

#### Terza serie
Sigla di aperturaTsukihana (月華? lett. Fiore della luna)
- Eseguita da: Nana Kitade
- Testo: Nana Kitade
- Composizione: Velvet Romica

Sigla di chiusuraIchinuke (いちぬけ?)
- Eseguita da: Mamiko Noto
- Testo: Hitomi Mieno
- Composizione: Asami Kōsei
- Arrangiamento: Yasutaka Mizushima

### Colonne sonore
Per ogni serie sono stati pubblicati due album delle colonne sonore. Le musiche sono di Yasuharu Takanashi e Hiromi Mizutani e per l'ultimo CD anche di Kenji Fujisawa. L'ultima traccia del primo album di ogni serie è la sigla finale della serie, cantata da Mamiko Noto. Tutti gli album sono distribuiti da Sony Music Entertainment e hanno sulla copertina il titolo in lettere occidentali e quello giapponese più piccolo.
Per la prima serie, il primo album, intitolato JIGOKU-SHOUJO Original Soundtrack (地獄少女オリジナルサウンドトラック?, Jigoku shōjo orijinaru saundotorakku) è stato pubblicato il 25 gennaio 2006 e contiene 24 tracce. Il secondo, intitolato JIGOKU-SHOUJO Original Soundtrack II (地獄少女オリジナルサウンドトラックII?, Jigoku shōjo orijinaru saundotorakku ni) è uscito il 19 aprile 2006 e contiene 26 tracce.
Per la seconda serie, il primo album, intitolato JIGOKU-SHOUJO -FUTAKOMORI- Original Soundtrack (地獄少女二籠オリジナルサウンドトラック?, Jigoku shōjo futakomori orijinaru saundotorakku) è stato pubblicato il 24 gennaio 2007 e il secondo, intitolato JIGOKU-SHOUJO -FUTAKOMORI- Original Soundtrack II (地獄少女二籠オリジナルサウンドトラックII?, Jigoku shōjo futakomori orijinaru saundotorakku ni) è stato pubblicato il 21 marzo 2007. Entrambi contengono 23 tracce.
Per la terza serie il primo album, intitolato JIGOKU-SHOUJO -MITSUGANAE- Original Soundtrack ~NIKUSHOKU~ (地獄少女 三鼎 オリジナルサウンドトラック 〜肉喰〜?, Jigoku shōjo Mitsuganae Orijinaru saundotorakku ~Niku shoku~) è stato pubblicato il 17 dicembre 2008 e contiene 28 tracce. Il secondo, intitolato JIGOKU-SHOUJO -MITSUGANAE- Original Soundtrack ~SOUSHOKU~ (地獄少女 三鼎 オリジナルサウンドトラック 〜草喰〜?, Jigoku shōjo Mitsuganae Orijinaru saundotorakku ~Sō shoku~) è stato pubblicato il 4 marzo 2009 e contiene 27 tracce.

## Manga

Copertina del primo volume dell'edizione italiana.

I manga sono disegnati da Miyuki Etō e pubblicati sulla rivista shōjo mensile Nakayoshi pubblicata da Kōdansha, e poi in tankōbon. Il primo manga, intitolato semplicemente Jigoku shōjo, è stato pubblicato da novembre 2005 a settembre 2008 ed è arrivato a 9 tankōbon. Il secondo, intitolato Shin Jigoku shōjo (新・地獄少女? Nuovo Jigoku shōjo) è stato pubblicato dal novembre 2008 ad agosto 2009 ed è arrivato a 3 tankōbon. Il terzo, intitolato Jigoku shōjo R (地獄少女R?, Jigoku shōjo āru) viene pubblicato da settembre 2009 ed è ancora in corso.
Nel primo manga le storie sono per lo più originali: fanno eccezione i capitoli 4 e 10 tratti dagli episodi con lo stesso numero della prima serie animata, e il capitolo 2, derivante dall'episodio 9 della stessa serie. Nel manga spesso il modus operandi di Ai è diverso da quello dell'anime. Spesso Ai frequenta la stessa scuola di alcuni suoi clienti. Anche la bambola di paglia non compare nei primi capitoli, e anche successivamente non compare in tutti gli episodi come nell'anime. I clienti devono solo accettare il contratto, e la tortura fatta da Ai e dai suoi assistenti alla vittima comincia. A volte la tortura incomincia dopo che ha fatto suonare il braccialetto davanti alla vittima e non prima come nell'anime. Anche la barca con cui le vittime vengono portate all'Inferno non compare molto. Sentarō compare, ma non Hajime e Tsugumi. Kikuri appare dal volume 4 in poi. Takuma appare alla fine del manga ma è più grande che nell'anime. Appaiono anche Seiichi e Hotaru Meshiai, e anche se non compare Hajime, compare la biografia da lui scritta come fonte di informazioni su Ai per Meshiai e Takuma. Alcuni altri riferimenti a fatti dell'anime sono presenti nel manga.

## Traduzioni
In Italia sono arrivati solo il primo manga e il primo episodio dell'anime. I nove tankōbon del primo manga sono stati pubblicati mensilmente da Star Comics dal 15 aprile al 16 dicembre 2010 sulla testata Techno con il titolo inglese Hell Girl. Il primo episodio dell'anime è stato trasmesso da MTV nell'Anime Week 2006 il 1º ottobre alle 23:00 con audio giapponese e sottotitoli in italiano ma poi la serie non è stata doppiata.
L'anime è stato doppiato in inglese: infatti le prime due serie sono state trasmesse, oltre che sul canale Animax giapponese, anche in vari paesi asiatici sul canale in lingua inglese Animax Asia. La prima serie è anche stata distribuita in DVD in Canada e Stati Uniti da FUNimation Entertainment, nel Regno Unito da Revelation Films e in Australia e Nuova Zelanda da Madman Entertainment, e trasmessa in Canada e Stati Uniti dal canale via cavo e satellitare IFC a partire dal 9 luglio 2008. Oltre che da Animax Asia, a Singapore è stata trasmessa anche da Okto. La seconda serie è stata distribuita in Canada e Stati Uniti da Sentai Filmworks
, così come la terza serie, entrambe nel 2010.
La prima è intitolata Hell Girl, la seconda Hell Girl: Two Mirrors, la terza Hell Girl: Three Vessels.

## Live action
Dall'anime è stato tratto un omonimo dorama prodotto da Izumi TV Production e trasmesso da Nippon Television dal 4 novembre 2006 al 27 gennaio 2007, per un totale di 12 episodi. Il regista è Makoto Naganuma e la sigla è Dream Catcher ("Acchiappasogni") di Olivia Lufkin.
Hisahiro Ogura, l'attore che interpreta Wanyūdō nel dorama, è anche il narratore all'inizio di ogni episodio della seconda serie animata. Eriko Matsushima interpreta la nonna di Ai sia nell'anime sia nel dorama.

## Videogiochi
Un videogioco per Nintendo DS intitolato Jigoku shōjo akekazura (地獄少女 朱蘰?) sviluppato da Compile Heart è stato pubblicato in Giappone il 24 settembre 2007. La sua versione per PlayStation 2 è intitolata Jigoku shōjo mioyosuga (地獄少女 澪縁?) ed è stata pubblicata il 17 settembre 2009. Un videogioco rompicapo intitolato Jigoku shōjo pazuru dama (地獄少女ぱずるだま?) è stato pubblicato sul servizio Net DX di Konami per i cellulari compatibili con I-mode.

## Curiosità
Il computer che è presente nella casa di Enma Ai e che viene utilizzato da quest'ultima per controllare il sito web Jigoku tsūshin ("Linea diretta per l'Inferno")  è un vecchio Macintosh 128K uscito nel gennaio 1984.